# تشارلز برون (سياسي)
تشارلز برون (بالفرنسية: Charles Brun)‏ هو مهندس وسياسي فرنسي، ولد في 22 نوفمبر 1821 في تولون في فرنسا، وتوفي في 13 يناير 1897 في باريس في فرنسا. انتخب عضو مجلس الشيوخ في الجمهورية الفرنسية الثالثة وانتخب نائب فرنسي.